# Burla di Fortsas

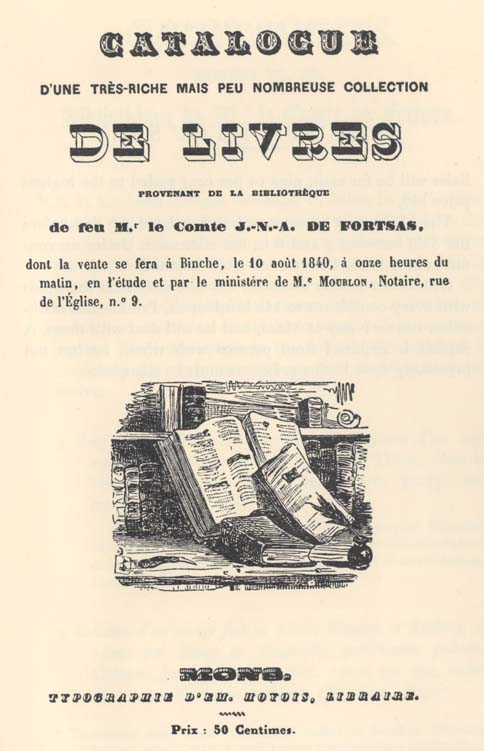
La copertina del catalogo

La burla di Fortsas è un episodio avvenuto nella cittadina di Binche (Belgio) nel 1840, quando librai, bibliotecari e collezionisti di libri rari di tutta Europa ricevettero un catalogo che descriveva una collezione di libri rari che doveva essere messa all'asta.
Secondo le informazioni diffuse, Jean Népomucène Auguste Pichauld, conte di Fortsas, era un collezionista la cui raccolta si distingueva per il fatto di comprendere esclusivamente libri unici, esistenti in una sola copia. Alla data della sua morte, il 1º settembre 1839, la raccolta comprendeva 52 titoli. I suoi eredi, che non avevano interesse per il collezionismo librario, avevano deciso di vendere i libri all'asta il 10 agosto 1840.
Il giorno fissato per l'asta, numerosi collezionisti e intellettuali giunsero a Binche per parteciparvi. Ma qui scoprirono che lo studio del notaio presso cui l'asta si doveva tenere non esisteva, e non esisteva nemmeno la via in cui lo studio doveva trovarsi. Nell'abitato erano stati affissi degli avvisi che informavano che l'asta non si sarebbe tenuta, poiché la biblioteca pubblica della cittadina aveva acquistato i libri; ma coloro che tentarono di esaminare la collezione presso la biblioteca si accorsero che nemmeno essa esisteva. In seguito si scoprì anche che non esisteva nessun conte di Fortsas.
Alla fine fu svelato che si trattava di una burla ideata e realizzata da Renier Hubert Ghislain Chalon, un antiquario e ufficiale in pensione a cui piaceva organizzare complicati scherzi a danno di intellettuali.
Il catalogo originale dei libri di questa collezione immaginaria, che Chalon aveva inviato alle sue vittime, divenne un oggetto ricercato dai collezionisti, e fu ristampato più volte.